# 烏索兄弟

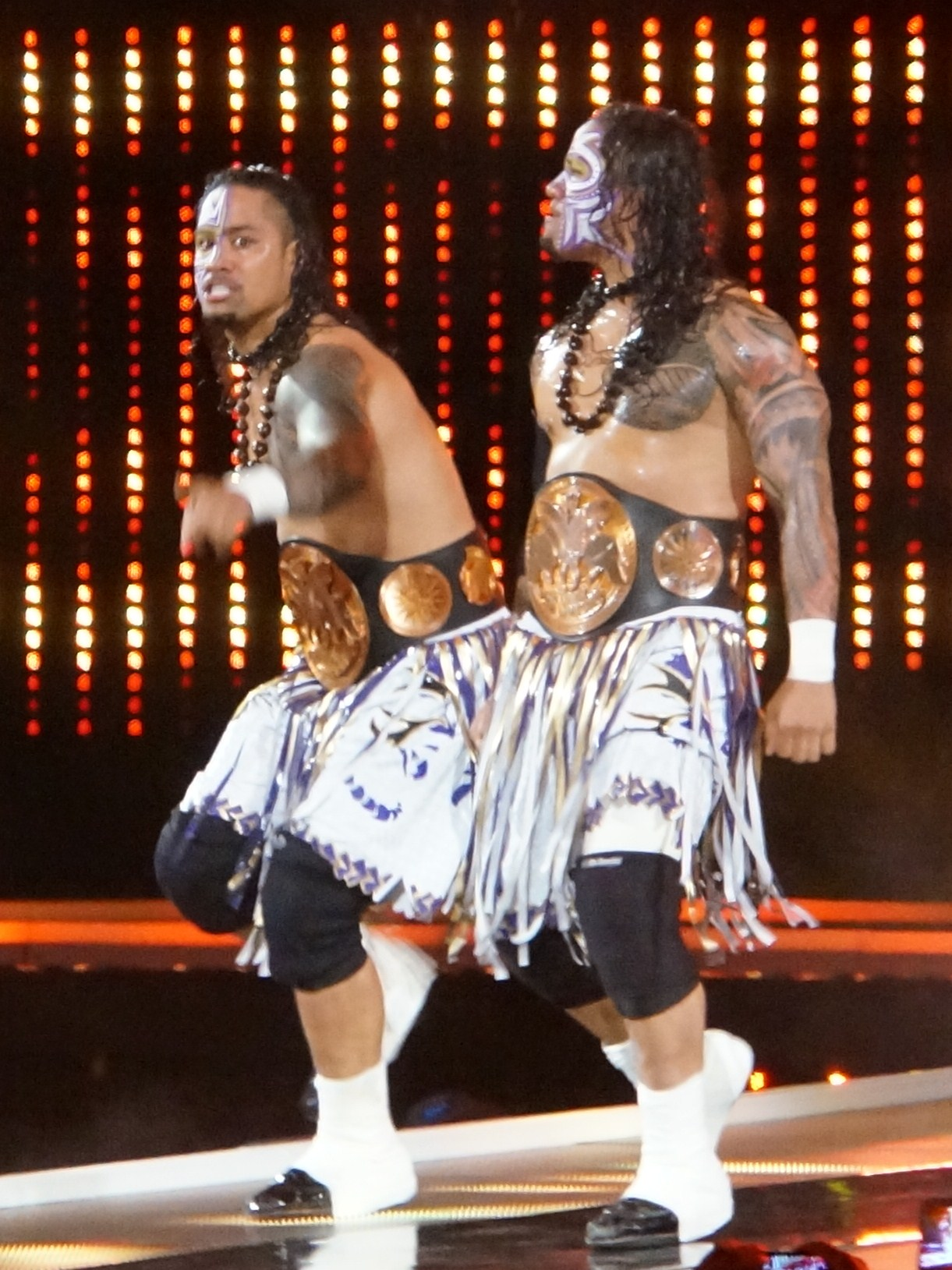
烏索兄弟與WWE雙打冠軍腰帶

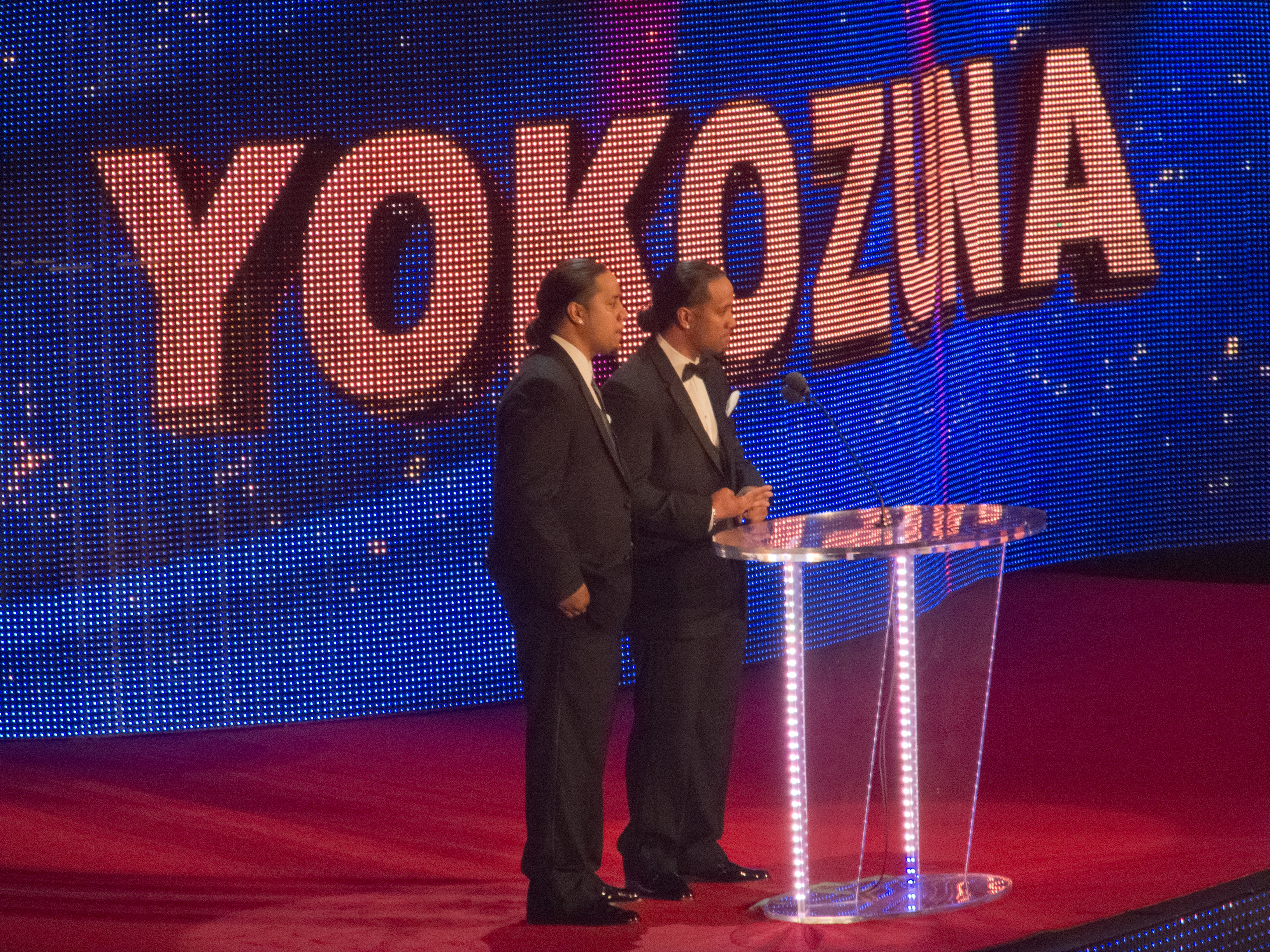
烏索兄弟於世界摔角娛樂名人堂上擔任頒獎人

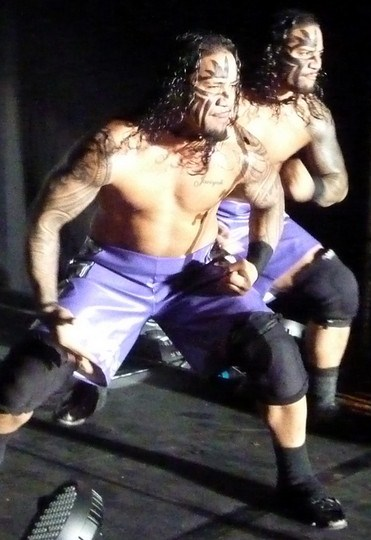
烏索兄弟

烏索兄弟（英語：The Usos，1985年8月22日—），是一個美國職業摔角團隊，目前受聘於世界摔角娛樂，於SmackDown品牌中亮相。烏索兄弟是由吉米跟傑兩個雙胞胎組成。烏索兄弟是知名的薩摩亞職業摔角家族安諾伊家族的成員。烏索兄弟成立於2007年6月8日。
吉米·烏索（英語：Jimmy Uso），本名強納森·索羅法·法圖（英語：Jonathan Solofa Fatu）。杰伊·乌索（英語：Jey Uso），本名約書亞·塞繆爾·法圖（英語：Joshua Samuel Fatu）。兩人是小索羅法·法圖的兒子，山姆·法圖及Umaga的姪子，巨石強森、羅曼·瑞恩斯及橫綱的表親，而這些人都同是職業摔角手。

## 摔角相關

### 雙人終結技
- 雙人跳躍飛踢[8]（以紀念吉米·史奴卡）

### 個人終結技
- superkick（跳躍飛踢，[9][10]有時會用青蛙飛踢）[11]

### 經紀人
- 塔米娜·史奴卡[1]（2009-2010年）

### 進場樂
- "Get Up" - Extreme Music （2010年–2011年）
- "Alga" - Jim Johnston（英语：Jim Johnston (composer)） （2011年6月24日）
- "Never Make It Without You (Instrumental)" - Fifth Floor （2011年6月24日 – 2011年10月19日）
- "So Close Now" - David Dallas（英语：David Dallas）  （2011年10月26日–）[12]

## 冠軍及成就

### 佛州冠軍摔角（英语：Florida Championship Wrestling）
- FCW佛州雙打冠軍（英语：FCW Florida Tag Team Championship）（一次）[4]

### 世界摔角娛樂
- WWE世界重量級冠軍（2025年至今）– 傑·烏索
- WWE Raw雙打冠軍（三次）
- WWE SmackDown雙打冠軍（五次）
- 皇家大戰優勝（2025年）– 傑·烏索
- 安德烈巨人紀念上繩挑戰賽（英语：André the Giant Memorial Battle Royal）（2021年）– 傑·烏索